# Циклопед

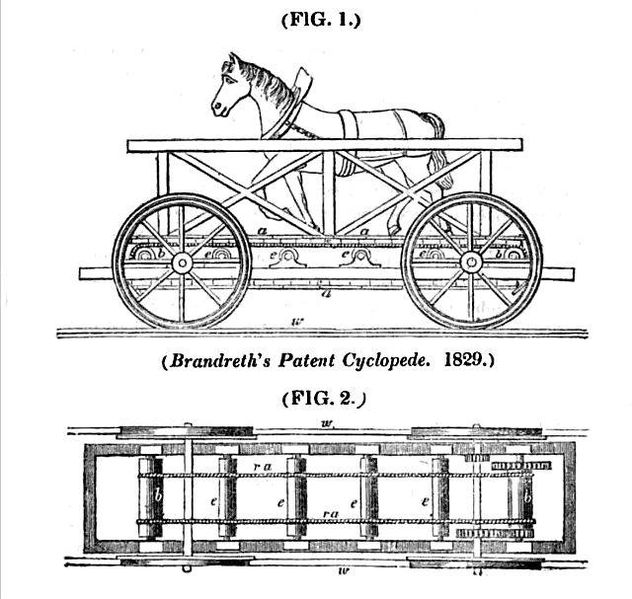
Циклопед. Малюнок з книжки Елії Галовея «Історія і розвиток парових двигунів» 1831 року.

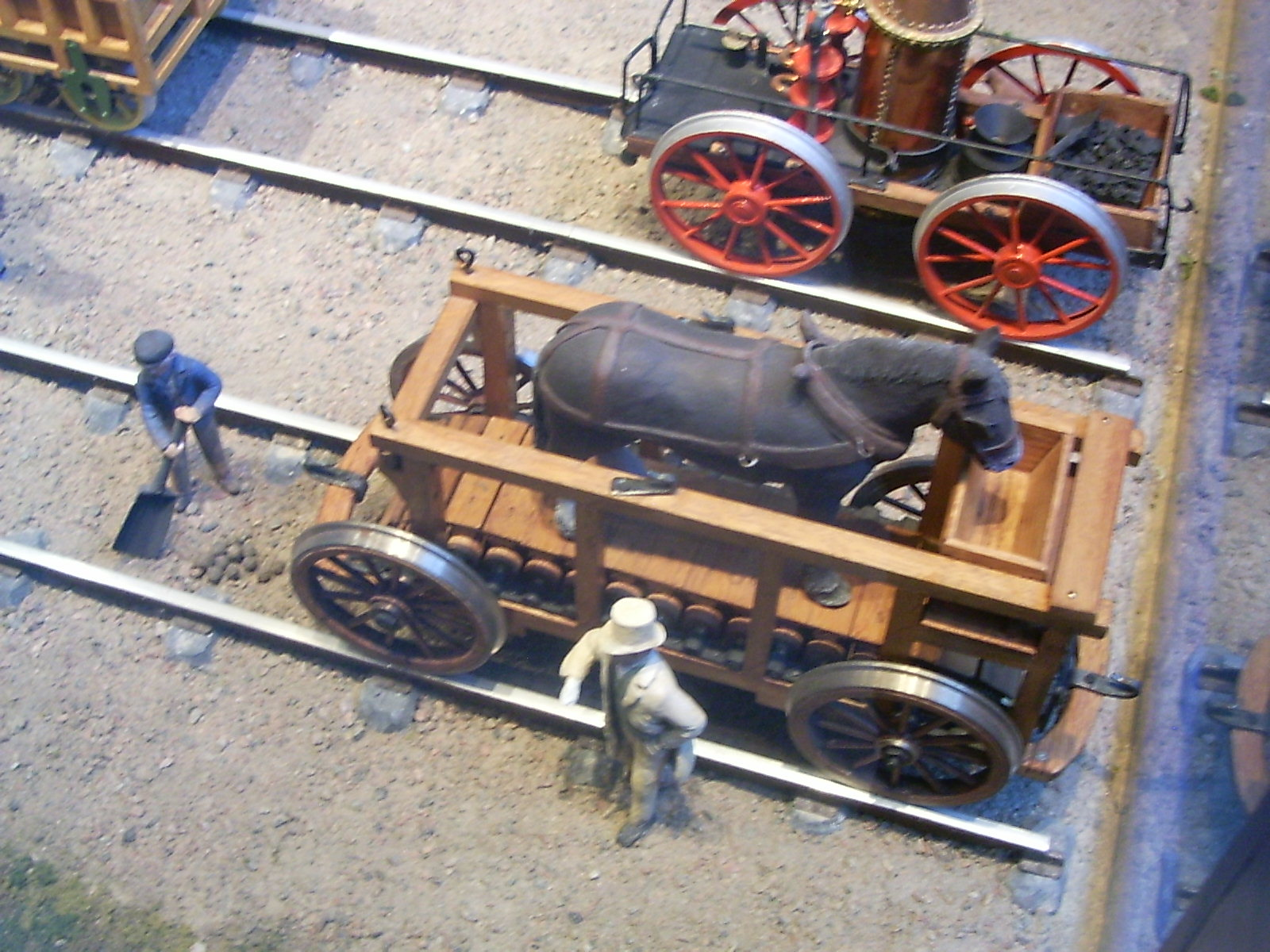
Модель циклопеда в одному з музеїв у Швеції.

Циклопед (англ. Cycloped) — локомотив, запатентований Томасом Шоу Брандретом 1829 року, який взяв участь у так званих рейнхільських випробуваннях у жовтні 1829 року й був одним з претендентів на використання на першій регулярній пасажирській залізниці Ліверпуль — Манчестер. Особливісттю будови циклопеда було використання в ролі рушія не парового двигуна, а коня, якого становили на бескінечну стрічку на платформі локомотива, що передавала обертальний рух колесам.

## Будова й характеристики
Циклопед являв собою платформу на чотирьох колесах. Замість звичайної підлоги на платформі встановлювалася рухома безкінечна стрічка, складена з дерев'яних пластинок. На стрічку ставився кінь (можливо, двоє коней), який приводив платформу у дію. За допомогою хомута й посторо́нків кінь утримувався на місці наче він стояв на припоні. Якщо примусити коня бігти або йти, він, перебираючи ногами, пересуває під собою стрічку. Стрічка натягнута на особливі барабани, причеплені до колісних осей платформи. Залишаючись на платформі, кінь може бігти клусом або галопом, пересуваючи всю платформу й причеплені до неї вагонетки.
Є твердження, що на Циклопеді Брандрета використовувався не один кінь, як зазвичай зображено на малюнках (навіть 1831 року), а двоє коней. Причому, для кожного коня була своя окрема бігова доріжка.
Вага Циклопеда — 3 тони.
Найбільша швидкість — 5 миль/год.

## Рейнхільські випробування
Томас Брандрет, директор Ліверпуль — Манчестерської залізниці, отримав патент на Циклопед 9 вересня 1829 року. 6 жовтня 1829 року він взяв участь у рейнхільських випробуваннях, під час яких хотіли визначити який паровоз міг би бути використаним у Ліверпуль — Манчестерській залізниці. Циклопед вибив першим зі змагань, коли локомотив досяг швидкості 5 миль/год, дерев'яна стрічка під конем, не витримавши навантаження, тріснула й кінь, що приводив локомотив у дію, провалився у дірку в підлозі.